# Distrito de Budakeszi
El distrito de Budakeszi (húngaro: Budakeszi járás) es un distrito húngaro perteneciente al condado de Pest. Parte del distrito forma parte del área metropolitana de Budapest.
En 2013 tiene 84 646 habitantes. Su capital es Budakeszi.

## Municipios
El distrito tiene 4 ciudades (en negrita), un pueblo mayor (en cursiva) y 7 pueblos (población a 1 de enero de 2013):
- Biatorbágy (12 638)
- Budajenő (1858)
- Budakeszi (13 707) – la capital
- Budaörs (27 306)
- Herceghalom (2174)
- Nagykovácsi (6912)
- Páty (6974)
- Perbál (2078)
- Remeteszőlős (755)
- Telki (3707)
- Tök (1338)
- Zsámbék (5199)